# Az olasz uralkodók szeretőinek listája
| Név                            | Élt                                   | Uralkodó                                             | Gyermekei |
| ------------------------------ | ------------------------------------- | ---------------------------------------------------- | --- |
| Bianca Lancia                  | kb. 1225. – 1246 körül                | I. (Hohenstaufen) Frigyes szicíliai király           | Manfréd szicíliai király Hohenstaufen Anna nikaiai császárné |
| Lucerai N.                     | 13. század – 13. század               | I. (Hohenstaufen) Konrád szicíliai király            | Hohenstaufen Konradin |
| N. N.                          | 13. század – 13. század               | I. (Hohenstaufen) Manfréd szicíliai király           | Hohenstaufen Beatrix donoraticói grófné |
| Sormella Szibilla              | 1273 – ?                              | II. (Aragóniai) Frigyes szicíliai király             | Aragóniai Erzsébet caltabellottai grófné Aragóniai Alfonz Frigyes máltai gróf Aragóniai Eleonóra modicai grófné Aragóniai Sancio militellói báró Aragóniai Roland avolai báró |
| N. N.                          | 14. század – 14. század               | II. (Aragóniai) Péter szicíliai király               | Roland (Orlando) Jakab |
| N. N.                          | 14. század – 14. század               | I. (Gyermek) Lajos szicíliai király                  | Aragóniai Antal Aragóniai Lajos tripi báró |
| N. N.                          | 14. század – 14. század               | III. (Együgyű) Frigyes szicíliai király              | Aragóniai Vilmos máltai gróf |
| Fortià Szibilla aragón bárónő  | 1350/55 – 1406. november 24.          | I. (IV./Szertartásos) Péter szardíniai király        | Aragóniai Alfonz Aragóniai Péter Aragóniai Izabella urgelli grófné (Erzsébet)                                                                                                 |
| Agatuccia Pesce                | 14. század – 15. század               | I. (Ifjú) Márton szicíliai király                    | Aragóniai Jolán nieblai grófné |
| Tarsia Rizzari                 | 14. század – 15. század               | I. (Ifjú) Márton szicíliai király                    | Aragóniai Frigyes lunai gróf |
| N. de Gayette                  | 14. század – 15. század               | I. (Durazzói) László nápolyi király                  | Durazzói Mária Durazzói Rajnald capuai herceg |
| Margareta Marzano              | 14. század – 15. század               | I. (Durazzói) László nápolyi király                  | nem születtek |
| Agnese del Maino               | kb. 1401. – 1465. december 13.        | Filippo Maria Visconti                               | |
| Aragóniai Margit híjari bárónő | ? – 1423 előtt                        | I. (Nagylelkű) Alfonz szicíliai király               | idősebb Aragóniai Ferdinánd |
| Giraldona Carlino              | 1400 körül – 1468 körül               | I. (Nagylelkű) Alfonz nápolyi és szicíliai király    | Aragóniai Eleonóra Diána rossanói hercegné I. Ferdinánd nápolyi király (ifjabb) Aragóniai Mária ferrarai őrgrófné                                                             |
| Hippolita de' Giudici          | 14. század – 15. század               | I. (Nagylelkű) Alfonz szicíliai király               | Colia de' Giudici |
| N. N.                          | 15. század – 15. század               | I. (Jó) Renátusz nápolyi király                      | Anjou Johanna Blanka mirabeau-i úrnő Anjou János Pont-au-Mousson-i őrgróf Anjou Magdolna montferrand-i grófnő                                                                 |
| Trusia Gazella                 | 15. század – 15. század               | II. (Aragóniai) Alfonz nápolyi király                | Aragóniai Sancha nápolyi hercegnő Aragóniai Alfonz salernói herceg |
| Laura Dianti                   | kb. 1480. – 1573. június 25.          | I. Alfonz ferrarai herceg                            | |
| Isabella Boschetti             | 1502. – ?                             | II. Frigyes mantovai herceg                          | |
| Johanna Maria van der Gheynst  | 1505 körül – 1541                     | V. (II./Habsburg) Károly nápolyi és szicíliai király | Habsburg Margit pármai hercegné |
| Taddea Malaspina               | 1505. – ?                             | Alessandro de’ Medici                                | |
| Barbara Blomberg               | 1527 – 1597                           | V. (II./Habsburg) Károly nápolyi és szicíliai király | Don Juan de Austria |
| Bianca Cappello                | 1548. – 1587. október 20.             | Francesco de’ Medici                                 | |
| Claudia Colla                  | ? – 1611.                             | Ranuccio I. Farnese                                  | |
| Katharina Valenta              | 17. század                            | Carlo Carafa, Andria hercege                         | |
| Anna Canalis di Cumiana        | 1680. április 23. – 1769. április 13. | Savoyai II. Viktor Amadé herceg                      | |
| Rosa Vercellana                | 1833. június 3. – 1885. december 26.  | II. Viktor Emánuel olasz király                      | |